# Ленинский (Молдаванское сельское поселение)
Ленинский — хутор в Крымском районе Краснодарского края.
Входит в состав Молдаванского сельского поселения.

## География

### Улицы
- пер. Заречный,
- ул. Заречная,
- ул. Озёрная.

## Население
| 1999 | 2002 | 2010 |
| ---- | ---- | ---- |
| 73   | →73  | ↗98  |

- [web.archive.org/web/20040912183544/mapl37.narod.ru/map1/il37112.html Топографические карты/ L-37-112. Новороссийск - 1 : 100 000]

1. ↑  Сельские населенные пункты Краснодарского края. По состоянию на 1 января 1999. Справочник — Краснодар: 1999. — 100 с.
2. ↑  Всероссийская перепись населения 2002 года. Численность населения субъектов Российской Федерации, районов, городских поселений, сельских н
3. ↑  Всероссийская перепись населения 2010 года. Том 1, таблица 4. Численность городского и сельского населения по полу по Краснодарскому краю